# Jeff Mensah
Jeff Mensah (* 10. August 1992) ist ein dänischer ehemaliger Fußballspieler ghanaischer Abstammung.

## Karriere
Er wurde als Sohn einer ghanaischen Familie in Dänemark geboren. Sein älterer Bruder Kevin Mensah ist ebenfalls Profifußballer und spielt für Brøndby IF.

### Verein
Jeff Mensah spielt derzeit für den dänischen Zweitligisten Viborg FF, dessen Jugendabteilung er auch entstammt. 2009 kam er mehrmals in der ersten Mannschaft des Klubs zum Einsatz. 2013 und 2015 konnte er mit Viborg den Aufstieg in die Superliga feiern. 2016 wechselte er zum norwegischen Zweitligisten IL Hødd, 2017 zum dänischen Zweitligisten Thisted FC. 2018 kehrte er zu Viborg FF zurück.

### Nationalmannschaft
Mensah kam in mehreren dänischen U-Nationalmannschaften zum Einsatz.